# 北京一零一中矿大分校
北京一零一中矿大分校创办于1960年，座落于八大院校之一的中国矿业大学（北京）院内，地址为北京市海淀区学院路丁11号北京一零一中矿大分校。

## 加入北京一零一中学教育集团
2019年5月10日，经海淀区委教育工委、区教委研究决定，正式成立北京一零一中教育集团、北京一零一中矿大分校被纳入教育集团。

## 历任校长
敖雪丹